# Елизаровский заказник
Елизаровский заказник — государственный природный заказник федерального значения в Ханты-Мансийском автономном округе.
Заказник находится в административном подчинении заповедника «Малая Сосьва».

## История
Елизаровский заказник был основан 19 марта 1982 года. Главной целью заказника является сохранение и воспроизводство диких животных, птиц, ценных промысловых рыб и редких видов растений.

## Расположение
Заказник располагается в Западной Сибири на Нижне-Обской низменности в пойменной части левобережья реки Оби на территории Ханты-Мансийского района. Занимает площадь 76 600 га.

## Климат
Климат континентальный. В январе средняя температура — −18-20 °С, в июле — 14-15ºС °С. Среднегодовое количество осадков составляет 470 мм.

## Флора и фауна
На территории заказника насчитывается 276 видов сосудистых растений. Среди них присутствуют виды, которые занесены в Красную Книгу Ханты-Мансийского автономного округа, такие как лук угловатый, колеант маленький, повойничек водноперечный, касатик сибирский, медуница мягкая, норичник узловатый, вероника колосистая. Фауна заказника включает такие виды животных, как барсук, лось, лисица, заяц, выдра, соболь, ласка, белка, колонок, горностай, норка, ондатра. Птиц насчитывается более 200 видов. Среди них встречаются редкие и исчезающие виды: краснозобая казарка, малый лебедь, пискулька.